# Prase pralesní
Prase pralesní (Hylochoerus meinertzhageni) je druh sudokopytníka, žijící v rovníkové Africe od Senegalu na západě po Keňu a Etiopii na východě. Vzhledem ke svému skrytému způsobu života byl pro západní vědu objeven jako jeden z posledních velkých afrických savců: teprve v roce 1904 zastřelil jeden exemplář nedaleko Mount Kenya britský důstojník Richard Meinertzhagen, podle něhož dostal živočich své vědecké jméno. Druh popsal jako první Oldfield Thomas.
Jsou největším žijícím druhem divokých prasatovitých: dospělí samci jsou v kohoutku vysocí přes metr a dlouzí přes dva metry (s ocasem až dva a půl metru), mohou vážit až 275 kg, přičemž největší jedinci byli pozorováni v oblasti kolem Velkých jezer. Obě pohlaví mají ostré kly, dlouhé přes 30 cm. Tělo je až na lysiny okolo očí pokryto dlouhou a tuhou hnědou až černou srstí, která ve stáří řídne.
Prasata pralesní obývají husté tropické deštné lesy nebo lesnaté savany až do nadmořské výšky 3800 m, vyhledávají blízkost vodních toků. Žijí v malých skupinách (asi do dvaceti jedinců), které obývají teritorium o rozloze zhruba 10 km², kde se za soumraku a za rozbřesku pohybují po vyšlapaných pralesních stezkách. Jsou všežravá, přičemž většinu potravy tvoří rostliny. Na rozdíl od jiných prasat neryjí v zemi, mohou však vyhrabávat kořínky a hlízy pomocí dlouhých špičáků. Kanci jsou agresivní, při obraně stáda napadnou i hyenu nebo člověka. V období říje (od února do dubna a od srpna do října) také mezi sebou bojují o samice, při srážkách hlavami může dojít až ke smrtelným frakturám. Březost trvá okolo 150 dní, v jednom vrhu bývá od dvou do deseti selat. Prasata pralesní se dožívají asi dvanácti let. Jsou častým lovným zvířetem, jejich populace také trpí odlesňováním Afriky. Odchov druhu v zajetí je velmi obtížný.
Existují tři geografické poddruhy:
- H. m. ivoriensis (guinejské pobřeží)
- H. m. rimator (pralesy Konžské pánve)
- H. m. meinertzhageni (oblast Velké příkopové propadliny)